# Eliada
Eliada, Beeliada (X w. p.n.e.) – jeden z młodszych synów Dawida, króla Izraela. Przyrodni brat Salomona. 
Urodził się w Jerozolimie.
Źródła biblijne nie przekazały o nim więcej informacji.